# Storforsen
Storforsen (čti stúrfošen; česky Velká peřej) je peřej na řece Pite (Piteälven) nedaleko města Älvsbyn na severu Švédska v provincii Norrbotten. Jde o jeden z nejmohutnějších vodopádů v Evropě.
Peřej má délku 5 kilometrů s celkovým spádem 82 metrů. Největší spád (asi 60 metrů) má v závěrečném úseku, dlouhém zhruba 600 metrů. Vedle hlavního koryta má řeka ještě vedlejší proudy s četnými menšími vodopády, kde se v žulovém podloží tvoří tzv. obří hrnce.
Peřej a její okolí jsou součástí přírodní rezervace. Místo je přístupné z parkoviště po dřevěných chodnících a můstcích. Některé z nich jsou bezbariérové.